# 못 말리는 다윈 X파일
《못 말리는 다윈 X파일》(영어: The Darwin Awards)는 미국에서 제작된 핀 테일러 감독의 2006년 모험 코미디 영화이다. 조지프 파인스, 위노나 라이더 등이 출연하였고, 제이슨 블럼 등이 제작에 참여하였다.

## 출연진
- 조지프 파인스
- 위노나 라이더
- 데이비드 아켓
- 줄리엣 루이스
- 윌머 발더라마
- 크리스 펜
- 타이 버렐
- 케빈 던
- 노라 던
- 주다 프리들랜더
- 루커스 하스
- 톰 홀런더
- 브래드 헌트
- 줄리애나 마귤리스
- 팀 블레이크 넬슨
- 알레산드로 니볼라
- 맥스 펄리치
- D. B. 스위니
- 메탈리카
- 로빈 터니
- 제이미 하이너먼
- 애덤 새비지
- 조시 콘블루스

## 기타 제작진
- 공동 제작: 데비 브루베이커, 프랭크 캐프라 3세, 로리 밀러
- 협력 제작: 디터 부시, 크리스토스 마이클스, 조지프 미들턴
- 미술: 돈 데이
- 의상: 에이미 브론슨